# Tadas Gražiūnas
Tadas Gražiūnas (ur. 18 kwietnia 1978) – litewski piłkarz, grający w Tauras Taurogi. Występuje na pozycji obrońcy.